# Ricard Canal i Puigdomènech
Ricard Canal i Puigdomènech (Granollers, 10 de maig de 1875 — Mollet del Vallès, 16 de juliol de 1945) fou un farmacèutic català. Fou escollit batlle de Mollet del Vallès entre l'1 d'abril de 1922 i el 2 d'octubre de 1923, data que fou dissolt el seu consistori municipal degut al cop d'estat del general Primo de Rivera.
Fill d'una família benestant i amb prestigi establerta a Mollet del Vallès, estudià tres anys al Seminari de Barcelona. Després de finalitzar el batxillerat als Germans Maristes, va estudiar dret a la Universitat de Barcelona. Però en produir-se la mort del seu pare, en Francesc Canal, va canviar la carrera de dret per farmàcia per tal de continuar la nissaga familiar. Finalment, va llicenciar-se en farmàcia el 25 de juny de 1920.
Fou membre del Centre Català de Mollet i de la Lliga Regionalista, i també fou fiscal de Mollet del Vallès durant vuit anys. Va ser escollit alcalde de la ciutat l'1 d'abril de 1922. Durant el seu mandat municipal, es continuà millorant el proveïment d'aigua, la construcció de la xarxa del clavegueram i la canalització de les aigües, tot hi haver-hi alguns casos de verola. El cop d'estat del general Primo de Rivera l'any 1923 i la posterior lectura del Reial Decret del 13 de setembre del mateix any, significà la dissolució del seu consistori municipal el 2 d'octubre de 1923.
Amb la caiguda de la dictadura de Primo de Rivera i la posterior dimissió de l'alcalde Joan Serra i Masachs, fou escollit regidor del govern municipal presidit per Vicenç Camp i Tintó. Després d'una llarga malaltia, morí el 16 de juliol de 1945.